# Estorvo
Pour plus de détails, voir Fiche technique et Distribution.
Estorvo est un film brésilien réalisé par Ruy Guerra, sorti en 2000. C'est l'adaptation du roman du même nom écrit par Chico Buarque en 1991.

## Fiche technique
- Titre français : Estorvo
- Réalisation : Ruy Guerra
- Scénario : Ruy Guerra d'après Chico Buarque
- Musique : Egberto Gismonti
- Pays d'origine : Brésil
- Format : Couleurs - 35 mm - Dolby Digital
- Genre : drame
- Durée : 95 minutes
- Date de sortie : 2000

## Distribution
- Jorge Perugorría : I
- Bianca Byington : sœur
- Suzana Ribeiro : Sister's Friend
- Leonor Arocha : Ex-Wife
- Xando Graça : Sheriff
- Athayde Arcoverde : Ruivo
- Candido Damm : Louco
- José Antônio Rodriguez : Velho Caseiro
- Dandara Guerra : Minha Irmã Criança